# Тынисте, Тоомас
Тоомас Тынисте (эст. Toomas Tõniste; род. 26 апреля 1967 года, Таллин, Эстонская ССР) — советский и эстонский яхтсмен, эстонский политик. Министр финансов Эстонии в 2017—2019 годах.
Тоомас Тынисте участвовал в четырёх летних Олимпиадах подряд (с 1988 по 2000 год). Выступал вместе с братом-близнецом Тыну Тынисте. Им удалось завоевать серебряную медаль на Олимпийских играх 1988 года в классе 470 (как представители СССР) и бронзовую медаль на олимпиаде 1992 (как представители Эстонии).
В 2007—2015 годах был депутатом рийгикогу.